# Santa Teresa Gallura
Santa Teresa Gallura är en ort och kommun på Sardiniens nordspets, i provinsen Sassari i Italien. Kommunen hade 5 390 invånare (2017).
Norr om Santa Teresa Gallura ligger Bonifaciosundet, och på andra sidan syns Korsika vid klart väder. Bilfärjor mellan Santa Teresa Gallura och Bonifacio avgår flera gånger om dagen och överfarten tar ungefär en timme.